# Calacarus carinatus
Calacarus carinatus är en spindeldjursart som först beskrevs av Green 1890.  Calacarus carinatus ingår i släktet Calacarus och familjen Eriophyidae. Inga underarter finns listade.